# Haliclona fibulifera
Haliclona fibulifera är en svampdjursart som först beskrevs av Carter 1880.  Haliclona fibulifera ingår i släktet Haliclona och familjen Chalinidae. Inga underarter finns listade i Catalogue of Life.